# 六库街道
六库街道，是中华人民共和国云南省怒江傈僳族自治州泸水市下辖的一个乡镇级行政单位。
2021年5月18日，云南省人民政府批复同意撤销六库镇，以原六库镇部分行政区域设立六库街道；9月6日正式成立。

## 行政区划
六库街道下辖以下地区：
江西社区、重阳社区、向阳社区、团结社区、大龙塘社区、排路坝村、小沙坝村、新寨村、新田村、大密扣村、段家寨村、白水河村、瓦姑村、老六库村、苗干山村和双米地村。

## 相關事件
2022年5月，一位來自此街道的傈僳族快手用戶發佈一個短片，以“我是雲南的，雲南怒江的……”為開頭，用说唱的形式介紹自己家鄉的傈僳語方言，因其洗腦的旋律與自報家門式的歌詞在網絡平台走紅，吸引不少網民模仿。